# Unicode Consortium
A Unicode Consortium é uma organização sem fins lucrativos que coordena o desenvolvimento e a promoção do Unicode. Ela tem a meta de substituir os esquemas de codificação de caracteres existentes pelo Unicode e pelos esquemas de transformação Unicode (UTF).
Em 3 de janeiro de 1991 a Unicode Consortium foi fundada e incorporada como Unicode, Inc. na Califórnia, Estados Unidos da América. No dia 25 é realizada a primeira reunião dos membros. Ainda em janeiro é formado o comitê técnico Unicode. No mês seguinte, um dos primeiros artigos sobre o Unicode aparece no New York Times. Atualmente, qualquer empresa ou pessoa disposta a pagar os custos de associação pode tornar-se membro da organização; membros incluem virtualmente todas as principais empresas de software e hardware interessadas em padrões de processamento de texto, tais como Adobe Systems, Apple, Google, HP, IBM, Microsoft e Xerox. Outras instituições incluem a Universidade de Berkeley, o governo da Índia e o governo do Paquistão.